# Dudu (futbolista)
Olegário Tolói de Oliveira (Araraquara, Brasil, 7 de noviembre de 1939-São Paulo, 28 de junio de 2024) conocido como Dudu, fue un futbolista y entrenador de fútbol brasileño que jugó en la posición de centrocampista. Era tío del entrenador Dorival Júnior.

## Carrera

### Club
| Periodo   | Club         |
| --------- | ------------ |
| 1959–1963 | Ferroviária  |
| 1964–1975 | SE Palmeiras |
| 1975–1976 | Sevilla FC   |
| 1976      | SE Palmeiras |
| 1978–1979 | AD Confiança |

### Selección nacional
Jugó para Brasil en 13 ocasiones de 1965 a 1968 y anotó un gol.

### Entrenador
| Periodo   | Club                   |
| --------- | ---------------------- |
| 1976-1977 | SE Palmeiras           |
| 1981      | Ferroviária            |
| 1981      | SE Palmeiras           |
| 1982      | America RJ             |
| 1986      | Desportiva Ferroviária |
| 1990-1991 | SE Palmeiras           |
| 1993      | Desportiva Ferroviária |
| 1994      | GE Sãocarlense         |

## Muerte
Dudu murió en Sao Paulo el 28 de junio de 2024 a los 84 años a causa de una infección abdominal.

## Logros

### Jugador
- Brasileirao: 1967, 1969, 1972, 1973[4]
- Taça Brasil: 1967
- Torneo Rio-São Paulo: 1965
- Campeonato Paulista: 1966, 1972, 1974

### Entrenador
- Campeonato Paulista: 1976
- Torneio dos Campeões: 1982
- Campeonato Capixaba: 1986

### Individual
- Bola de Prata en 1974.